# 為近あんな
為近 あんな（ためちか あんな、1992年10月29日 - ）は、日本の女優、グラビアアイドル。
奈良県出身。リップに所属していた。

## 略歴
- 奈良県出身[2]。聖徳大学附属取手聖徳女子高等学校体育科出身[3]。これまでに女性アイドルグループ「Doll☆Elements」、つんく♂（同じ誕生日）と志倉千代丸プロデュースの「バクステ外神田一丁目」、自身のプロデュースによる「pure☆carol」のメンバーをそれぞれ歴任してきた。
- 所属事務所はムーン・ザ・チャイルド（2009年6月 - 2011年[4]）→Arc Jewel（2011年7月 - 2012年8月）→シェルミッシュエンターテイメント（2013年4月 - 2014年6月）→レポットエンターテイメント（2014年12月 - 2016年5月）→リップ（2016年9月 - 2017年2月）。
- 3歳からクラシックバレエを習い、高校時代はダンス部に所属していた[5]。
- 高校2年の時、雑誌『De☆View』のオーディションを機にムーン・ザ・チャイルドに入所[4][6]。タレント活動を開始する。
- 2011年7月、ムーン・ザ・チャイルドを退所したことをブログで発表[4]、同年にアイドルグループ「愛乙女★DOLL」のオーディションに合格し、アイドル活動を始めた。
- 2011年11月、愛乙女★DOLL三期生で結成されたユニット「Doll☆Elements」のリーダーとして上野BRASHにて初披露された。
- 2011年12月、つんく♂プロデュースAKIHABARAバックステ⇔ジpass、「バクステ外神田一丁目」に一期生として参加。
- 2012年8月9日の公式ブログにて喉の不調により、Doll☆Elementsを脱退することが発表された。同時にバクステ外神田一丁目も発表はされていないが卒業。
- 2013年4月に、初舞台の「short sweet story 卒業編」で主役をつとめ、芸能活動を再開した。
- 2013年9月1日にBASEMENT MONSTARにて、4人組アイドルグループ「pure☆carol」のプロデューサー兼メンバーとしてアイドルとしての活動を開始、作詞や振り付けも担当している。
- 2014年5月31日に、渋谷milkywayにてpure☆carolの解散ライブを行った。
- 2015年2月、光文社発行の雑誌「FLASH」主催の『ミスFLASH2015』にあべみほ、星乃まおりと共に選ばれた[7]。2013年も同オーディションに応募したが面接で落選しており、2年越しのリベンジ達成となった[8]。
- 2016年6月、半年間の芸能活動休止を発表[9]。
- 2017年2月、Twitterで無期限活動休止を発表。
- 2020年9月の撮影会で事実上の復帰。2021年7月の古巣R・I・P主催「はなまる夏の大プール撮影会」にも参加し[10]、同年10月公開の短編映画『スリルドライブ』では主演を果たすなどスローペースに活動を再開する
- 2021年12月7日、離婚協議中の夫と小さな子供の存在を公表[11]。
- 2023年7月、離婚成立。
- 2025年1月、グラビアにおける芸名を「Anna」に改名[12]。演劇などその他の仕事、ミスFLASH関連の仕事では「為近あんな」名義を継続する[12]。

## 人物
- 家族は両親と弟1人[13]。
- 好きな俳優は林遣都で、中学時代に映画『バッテリー』（監督滝田洋二郎、2007年）を見て以来の憧れだという[14]。
- 冨手麻妙（元AKB48研究生）[15]や池上紗理依[16]と仲が良く、互いのブログにも何度か為近が登場している。
- 東京ヤクルトスワローズファンでもあり[8]、西田明央に「結婚をしたい」と願望を語ったことがあり[17][18]、2015年にトリプルスリーを達成した山田哲人には「二年連続のトリプルスリーを期待してます」とエールを送った[19]。2015年、2016年と60万円で神宮球場の年間シートを購入している[20][21]。

## 作品

### DVD
- ミスFLASH2015 為近あんな（2015年4月17日、イーネット・フロンティア）
- ためちゃん（2015年7月24日、竹書房）
- あんな為近、こんな為近（2015年10月30日、エスデジタル）
- あなたの為に（2016年2月20日、ラインコミュニケーションズ）
- 為近シンドローム（2016年5月20日、イーネット・フロンティア）[22]
- 恋のため息（2016年11月20日、ラインコミュニケーションズ）

## 出演

### 舞台
- short sweet story 卒業編 「負ん部に抱っ娘」（2013年、絵空箱） - 主役
- short sweet story 新学期編（2013年、絵空箱） - ナビゲーター
- 超青春合唱コメディ『SING!』（K.B.S.Project、2013年6月、東京芸術劇場・世界館） - 丸山さおり 役
- 踊るOH!遊戯（2013年7月、相鉄本多劇場）
- short sweet story 夏の特別編（2013年8月、シアターサンモール） - 主役
- 狼の森〜アイドル人狼〜（2013年9月 - 、TwinBox AKIHABARA） - メインMC 駒狼 役
- 必然の幸運（2013年10月、シアターKASSAI）藤原杏奈役
- short sweet story ハロウィン編（2013年10月、絵空箱）- ナビゲーター
- short sweet story スポーツの秋編（2013年11月、B-SQUARE） - 主役
- short sweet story クリスマス番外編（2013年12月、BASEMENT MONSTAR） - ふたば役
- 私立ルドビコ女学院 Fairy Floss（2014年1月、上野ストアハウス） - 園田美波 役
- 私立ルドビコ女学院開校公演 最凶ガール（2014年4月、サンモールスタジオ） - 園田美波 役
- 私立ルドビコ女学院 片恋スパイラル（2014年9月、サンモールスタジオ）
- 片恋。（2014年10月、ザムザ阿佐ヶ谷）
- 私立ルドビコ女学院 ロストセブンティーン（2015年4月、サンモールスタジオ）
- 私立ルドビコ女学院 FairyFloss（2015年5月、サンモールスタジオ）
- 私立ルドビコ女学院 フカンショウジョ（2015年10月、サンモールスタジオ） － 主役
- オペレッタ『こうもり』（2023年1月、ガルバホール）
- RAVE☆塾 vol.8 かえってきたWteen（2023年3月、築地本願寺ブディストホール）
- RAVE☆塾 vol.10 かえってきた南無阿弥ティアラ（2023年6月、築地本願寺ブディストホール）[23]
- RAVE☆塾 vol.13 妖声セブンティーン（2024年1月、築地本願寺ブディストホール）[24]

### 映画
- リアル人狼ゲーム（2013年10月12日公開） - 江藤エナ 役
- ファンタズム（2014年11月7日公開）
- スリルドライブ短編劇場・第5章「プライバシー」（2021年10月24日、スリルドライブ制作委員会） - 倉敷朱音 役（主演）

### テレビ
- つんつべ♂（2011年12月16日 - 、TOKYO MX）
- トータルテンボスのGIRIGIRIアウト（2014年7月26日-NOTTV）
- 革命!グラドル新党（2014年9月 - 、スカパー! アイドル専門チャンネルPigoo）
- ランク王国（2015年11月29日、TBS）
- ラヴソング 最終話（2016年6月13日、フジテレビ）[25]

### インターネット
- 横浜学院高等学校　スチール（2011年7月 - ）
- WE LOVE JAPAN ファッションショーUstream配信（2011年8月）
- 「キミ推しアイドルを探せ！」アイドルパパラッチ（2012年4月）
- 「ドキドキ大接近バトル100」GREEゲーム（2012年4月）
- 「pure☆carol革命〜やるときはやるよ！ぴゅあろるだもん！〜」Mopal（2014年3月〜）
- 「ナマ♡チヨ」アシスタントMC　マイスマTV（2014年8月〜）

### イベント
- 為近あんな生誕祭（2012年11月11日、六本木屋根裏）
- 鎌田紘子プロデュース「トーストカフェ」（2014年4月6日）
- 松岡里英生誕オフ会（2014年5月17日、パレットカフェ）
- 鎌田紘子プロデュース「鎌田大撮影会」（2014年5月18日）
- pure☆carol解散ライブ（2014年5月31日、渋谷milkyway）
- バラエティイベントハコニワvol.47（2014年6月8日）
- 『グラゼニ～東京ドーム編～』6巻発売記念イベント（2015年5月7日、東京・書泉ブックタワー）[26][27]